# Sweet'n Bitter/NORIKO Part VII
『Sweet'n Bitter/NORIKO Part VII』（スウィートゥン ビター ノリコ パート セブン）は、酒井法子の8枚目のオリジナル・アルバム。1991年1月21日発売。

## チャート成績
オリコンチャート8位を記録。

## 収録曲
1. シャワールームに電話
作詞:さいとうみわこ
作曲:関口敏行
編曲:井上日徳
2. 幸せにいちばん近い席
作詞:及川眠子
作曲:MAYUMI
編曲:山川恵津子
3. Dear Boy
作詞:及川眠子
作曲:木戸やすひろ
編曲:井上日徳
4. 雨の気持ち
作詞:竹花いち子
作曲:羽場仁志
編曲:吉川忠英
5. 微笑みを見つけた
作詞:遠藤京子
作曲:鈴木キサブロー
編曲:井上日徳
15thシングル。
6. すごすぎる
作詞:さいとうみわこ
作曲:木戸やすひろ
編曲:井上日徳
7. 20才のバレンタイン
作詞:法子
作曲:木戸やすひろ
編曲:井上日徳
8. きみの存在
作詞:竹花いち子
作曲:関口敏行
編曲:吉川忠英
9. すこし本気・・・
作詞:及川眠子
作曲:関口敏行
編曲:山川恵津子
10. イヴの卵
作詞:及川眠子
作曲:MAYUMI
編曲:山川恵津子
16thシングル。
11. 明日へつづくラストシーン
作詞:竹花いち子
作曲:羽場仁志
編曲:山川恵津子